# Split the Atom
Split the Atom is het debuutalbum van het Nederlandse drum and bass-trio Noisia.
Het album is uitgebracht als een volledige cd en als twee dubbele 12"-ep's; de Vision-ep bevat vier drum-and-bass-nummers terwijl de Division-ep vier electrohouse/breakbeat-nummers bevat.
Tot nu toe zijn drie singles aangekondigd: "Machine Gun", uitgebracht op 8 maart 2010, welke ook remixen bevat van onder andere Amon Tobin, "Split the Atom" en "Alpha Centauri".
Enkele nummers waren al eerder uitgebracht, "Stigma" is in 2008 uitgebracht onder Vision Recordings en "Diplodocus" is in 2009 door Quarantine uitgebracht. Zowel "Stigma" en "Diplodocus" samen met "Split The Atom", "Headknot" en "Square Feet" staan allemaal op Noisia's FabricLive.40, uitgebracht in juni 2008. "Machine Gun" was al uitgebracht als onderdeel van WipEout HD Fury's soundtrack en kwam voor in een promotiefilmpje voor het spel.

## Nummers

### Cd (VSNCD002)
1. "Machine Gun" – 4:05
2. "My World" (met Giovanca) – 4:52
3. "Shitbox" – 0:57
4. "Split the Atom" – 5:42
5. "Thursday" – 3:45
6. "Leakage" – 1:32
7. "Hand Gestures" (met Joe Seven) – 3:10
8. "Headknot" – 1:32
9. "Red Heat" – 3:27
10. "Shellshock" (met Foreign Beggars) – 3:46
11. "Whiskers" – 1:10
12. "Alpha Centauri" – 3:59
13. "Soul Purge" (met Foreign Beggars) – 3:00
14. "Diplodocus" – 3:01
15. "Paper Doll" – 1:06
16. "Dystopia" – 0:57
17. "Sunhammer" (met Amon Tobin) – 3:48
18. "Stigma" – 3:25
19. "Square Feet" – 3:28
20. "Browntime" (Bonus) - 5:18
21. "Peacock Strut" (Bonus) - 1:51
22. "Groundhog" - 7:13

### Vision EP (VSN008)
1. "Shellshock" (met Foreign Beggars)
2. "Sunhammer" (met Amon Tobin)
3. "Thursday"
4. "Hand Gestures" (met Joe Seven)

### Division EP (DVSN004)
1. "Split the Atom"
2. "Alpha Centauri"
3. "Machine Gun"
4. "Red Heat"

## Personeel

### Noisia
- Martijn van Sonderen
- Nik Roos
- Thijs de Vlieger

### Gasten
- Amon Tobin
- Giovanca Ostiana
- Joe Seven
- Orifice Vulgatron
- Metropolis
- DJ Nonames
- Dag Nabbit

### Producenten
- Martijn van Sonderen
- Nik Roos
- Thijs de Vlieger